# Agama turuensis
Agama turuensis là một loài thằn lằn trong họ Agamidae. Loài này được Loveridge mô tả khoa học đầu tiên năm 1896.